# Louis Dupuy (érudit)
Pour les articles homonymes, voir Dupuy.
Louis Dupuy (né le 23 novembre 1709 à Chazey-sur-Ain, mort le 10 avril 1795) est un érudit français du XVIIIe siècle.

## Biographie
Louis Dupuy fait ses études chez les Jésuites puis dirige pendant trente ans le Journal des savants. Il est admis en 1756 à l'Académie des inscriptions et en devient secrétaire perpétuel en 1773. Il fournit à l'Académie de savants mémoires, notamment sur les monnaies anciennes et sur les langues orientales, et traduit pour le Théâtre des Grecs du père Brumoy plusieurs tragédies de Sophocle.

## Pour approfondir